# LG Viewty Smart
Le LG Viewty Smart est un téléphone mobile de LG Electronics. Il possède un écran tactile avec une interface 3D, la fonction de géolocalisation par GPS, le Wi-Fi et répond au standard 3,5 G (ou 3G+). Le Viewty Smart est une évolution du LG Viewty.